# Caprorhinus fotadrevensis
Caprorhinus fotadrevensis är en insektsart som beskrevs av Kevan, D.K.M., Akbar och Y.C. Chang 1971. Caprorhinus fotadrevensis ingår i släktet Caprorhinus och familjen Pyrgomorphidae. Inga underarter finns listade i Catalogue of Life.